# Vincent Veile
Vincent Veile (* 17. Juni 1998 in Ulm) ist ein deutscher Freestyle Skifahrer. Er startet in den Disziplinen Slopestyle und Big Air.

## Werdegang
Vincent Veile wurde 1998 in Ulm geboren und lebt in München. Er begann seinen Werdegang auf den Ski im Alter von 2 Jahren. In seiner Kindheit bestritt Vincent Veile zunächst Skirennen in der Rennabteilung des DAV Neu-Ulm und wechselte im Alter von 14 Jahren zu der Disziplin Ski Freestyle. Durch seine turnerische Ausbildung beim SSV Ulm 1846 machte Vincent Veile schnell Fortschritte und wurde im Jahr 2014 Teil des deutschen Nachwuchsteams. Als Sportsoldat ist er seit 2017 Mitglied des Deutschen Nationalteams und wurde im folgenden Jahr Deutscher Meister in der Disziplin Slopestyle. Im gleichen Jahr feierte Veile sein Weltcupdebüt bei dem Heimweltcup in Mönchengladbach und belegte den 22. Rang.
Am Ende der Saison 2016/2017 platzierte sich Veile bei seinem zweiten Weltcup (Big Air) in Norwegen für das Finale und wurde Achter. Ein weiteres Ergebnis unter den besten 20 gelang ihm im darauf folgenden Weltcup (Big-Air) mit einem 16. Platz.
In der Saison 2017/18 ging er erneut bei dem Heimweltcup in Mönchengladbach an den Start, welchen er auf Rang 31 beendete. Durch einen Sturz im Februar 2018 in Aspen Colorado, verletzte sich Veile und musste somit den Rest der Saison aussetzen.
Im Februar 2019 startete Veile bei den RedBull Playstreets und konnte sich damit einen Kindheitstraum erfüllen. Die Saison 2018/2019 beendete Veile mit einem deutschen Vizemeistertitel im Slopestyle.
In der Saison 2020/21 wurde Vincent Veile Deutscher Meister in der Disziplin Big Air.
Im Jahr 2022 gelang Veile bei dem vorletzten Weltcup der Saison ein fünfter Platz im Slopestyle. Außerdem beendete er seine Saison mit dem sechsten Rang in der Gesamtwertung im Europacup, nachdem er einige Podien erzielen konnte. Im Gesamtweltcup beendete er die Saison 2022 auf Platz 56.

## Erfolge

### Weltcup
- Bakuriani, Georgien 2022: 5th Slopestyle
- Myrkdalen-Voss, Norwegen 2018: 8th Big-Air
- Mailand, Italien 2017: 16th Big-Air

### Deutsche Meisterschaft
- Slopestyle: 2nd 2019
- Slopestyle: 1st 2018
- Big-Air: 1st 2021

### Europacup
- Corvatsch, Schweiz 2022: 3rd Slopestyle
- Götschen, Deutschland 2022: 3rd Big-Air
- Alpe d’Huez, Frankreich 2022: 5th Slopestyle
- Davos, Schweiz 2021: 7th Big-Air
- St. Anton, Österreich 2018: 2nd Big-Air
- Livigno, Italien 2017: 3rd Slopestyle

### Weltmeisterschaften
- Aspen, USA 2021: 30th Slopestyle
- Aspen, USA 2021: 32th Big-Air